# Коді (циклон)
Циклон «Коді» (англ. Cyclone Cody) — сильний тропічний циклон у південній частині Тихого океану, який завдав великої шкоди Фіджі.

## Метеорологічна історія

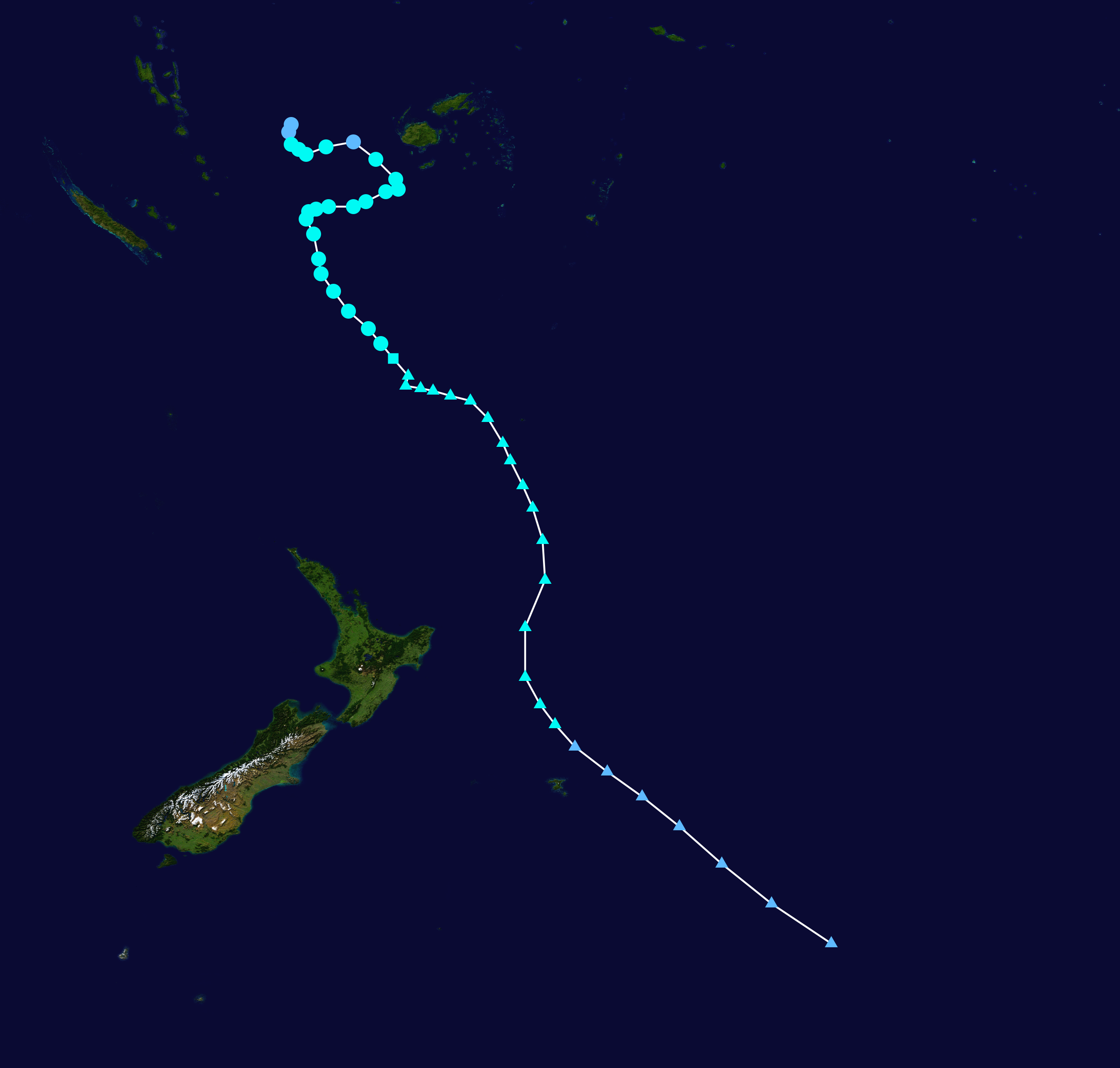
Карта шляху і інтенсивності Циклону Коді

Метеорологічна служба Фіджі ( FMS) почала спостереження за тропічним збуреннями 5 січня о 09:54 UTC , позначивши систему як 03F. Пізніше того ж дня Об’єднаний центр попередження про тайфуни (JTWC) почав моніторинг 03F, хоча його розвиток було загальмовано через зсув вітру. Шанси системи на розвиток зросли,  і 8 січня JTWC видав попередження про формування тропічного циклону для 03F. Того ж дня о 21:00 UTC JTWC кваліфікував 03F як тропічну депресію, присвоївши їй позначення 05P. 03F ненадовго ослаб на наступний день; однак його реорганізували, коли супутниковий скаттерометр показав швидкість вітру 35 вузлів (65 км/год; 40 миль/год), що спонукало JTWC оновити його до тропічного шторму. 10 січня FMS підвищив 03F до циклону 1 категорії за шкалою Австралії та присвоїв йому назву Коді . FMS оцінила максимальну 10-хвилинну швидкість вітру 130 км/год (80 миль/год), а JTWC оцінює пікову 1-хвилинну стійку швидкість 95 км/год (60 миль/год). JTWC оцінив, що Коді перейшов у субтропічний циклон 11 січня FMS опублікувала останнє повідомлення для Коді 12 січня о 19:15 UTC.

## Підготовка та наслідки
Одна людина загинула в результаті циклону, понад 4500 людей евакуювали на Фіджі.
Цунамі, спричинене виверженням вулкана Хунга-Тонга–Хунга-Хаапай 15 січня, посилилося в Новій Зеландії внаслідок штормового нагону, спричиненого циклоном Коді.